# Olympe de G.
Olympe de G. es una directora francesa feminista. Rodó varios cortometrajes sexualmente explícitos para Erika Lust productions, antes de dedicarse a la creación de contenidos de audio eróticos y educativos5 como el podcast Voxxx. 

## Filmografía

### Directora
- The Bitchhiker (cortometraje, 2016, producido por Erika Lust)
- Don't Call Me a Dick (cortometraje, 2017, producido por Erika Lust)
- Take Me Through the Looking Glass (cortometraje, 2017, producido por Erika Lust)
- We are the Fucking World (cortometraje, 2017, producido por Erika Lust)
- Une dernière fois (largometraje, 2020, coproducido por Kidam, Olympe de G. Production, Topshot Films y Canal+)

### Actriz
- Un beau dimanche (cortometraje de Lucie Blush, 2016)
- The Bitchhiker (cortometraje de Olympe de G., 2016, producido por Erika Lust)
- Architecture Porn (cortometraje de Erika Lust, 2017)

## Audiografía
- L’Appli rose (serie de audio ficción erótica, 2018, producida por Audible)
- Chambre 206 (obra de audio inmersiva, 2018, producida por Audible)
- Le Son du sexe (documental de audio, 2018, para Rinse FM)
- Voxxx (podcast independiente, 2018 y 2019)
- Coxxx (podcast independiente)
- Boxxx(podcast independiente)

## Premios
Olympe de G. ha ganado varios premios, entre ellos el de Mejor Cortometraje Trans por We Are the (Fucking) World en el Festival Internacional de Cine Porno de Toronto, el Premio Insomnia por Don’t Call Me a Dicken el Festival de Cine La Guarimba, el de Mejor Cortometraje Experimental por Don’t Call Me a Dick en Cine Kink.